# Ministère de la Guerre (Vienne)
Pour les articles homonymes, voir Ministère de la Guerre.
 (novembre 2020).
Si vous disposez d'ouvrages ou d'articles de référence ou si vous connaissez des sites web de qualité traitant du thème abordé ici, merci de compléter l'article en donnant les références utiles à sa vérifiabilité et en les liant à la section « Notes et références ».

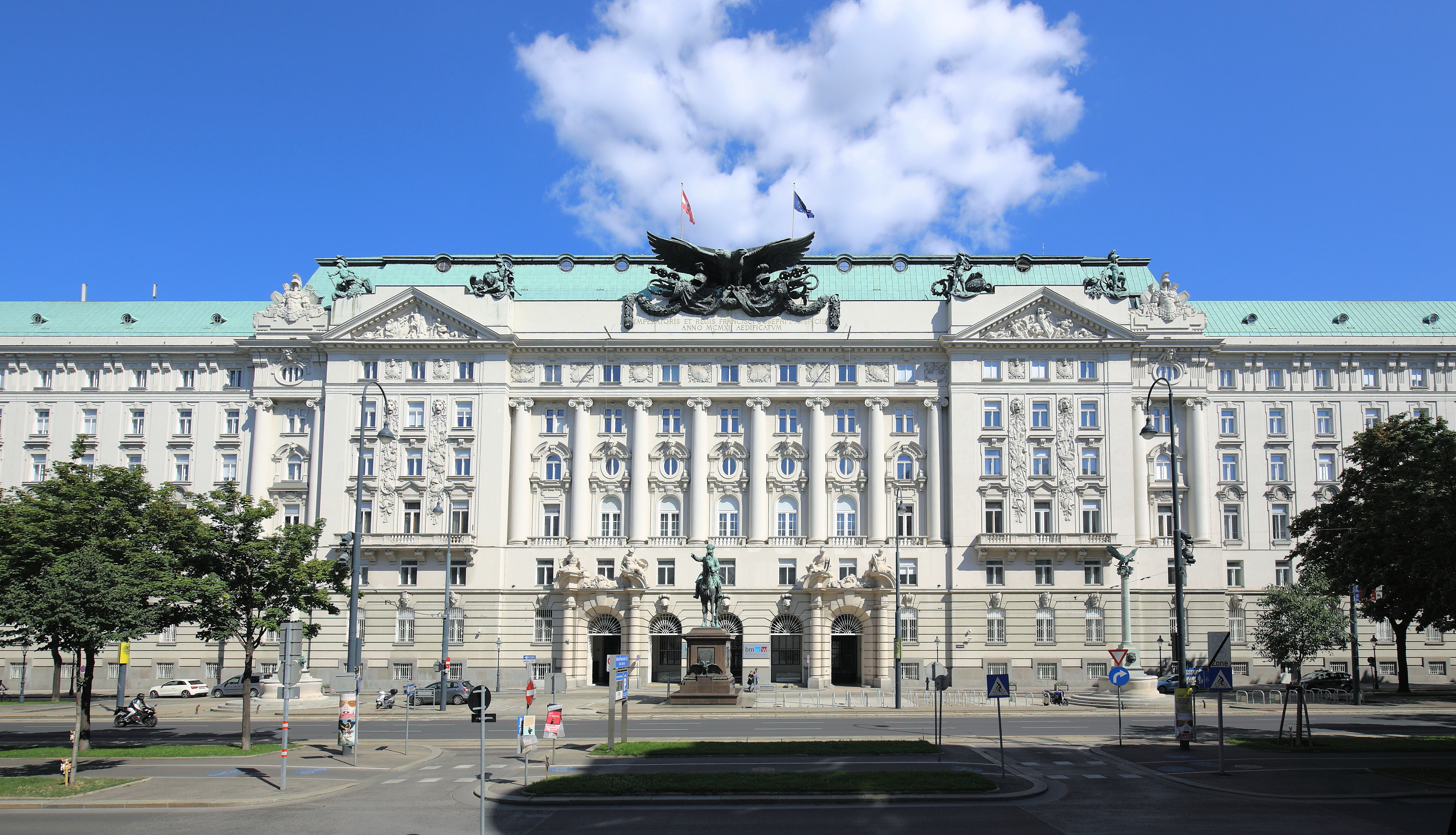
Ancien bâtiment du Ministère de la guerre sur le Stubenring, aujourd'hui siège de plusieurs ministères fédéraux

Le bâtiment appelé Ministère de la Guerre sur le Ring à Vienne a été construit entre 1909 et 1913 sous la direction architecturale de Ludwig Baumann. Le bâtiment est officiellement appelé bâtiment du Gouvernement depuis 1945.

## Histoire du bâtiment

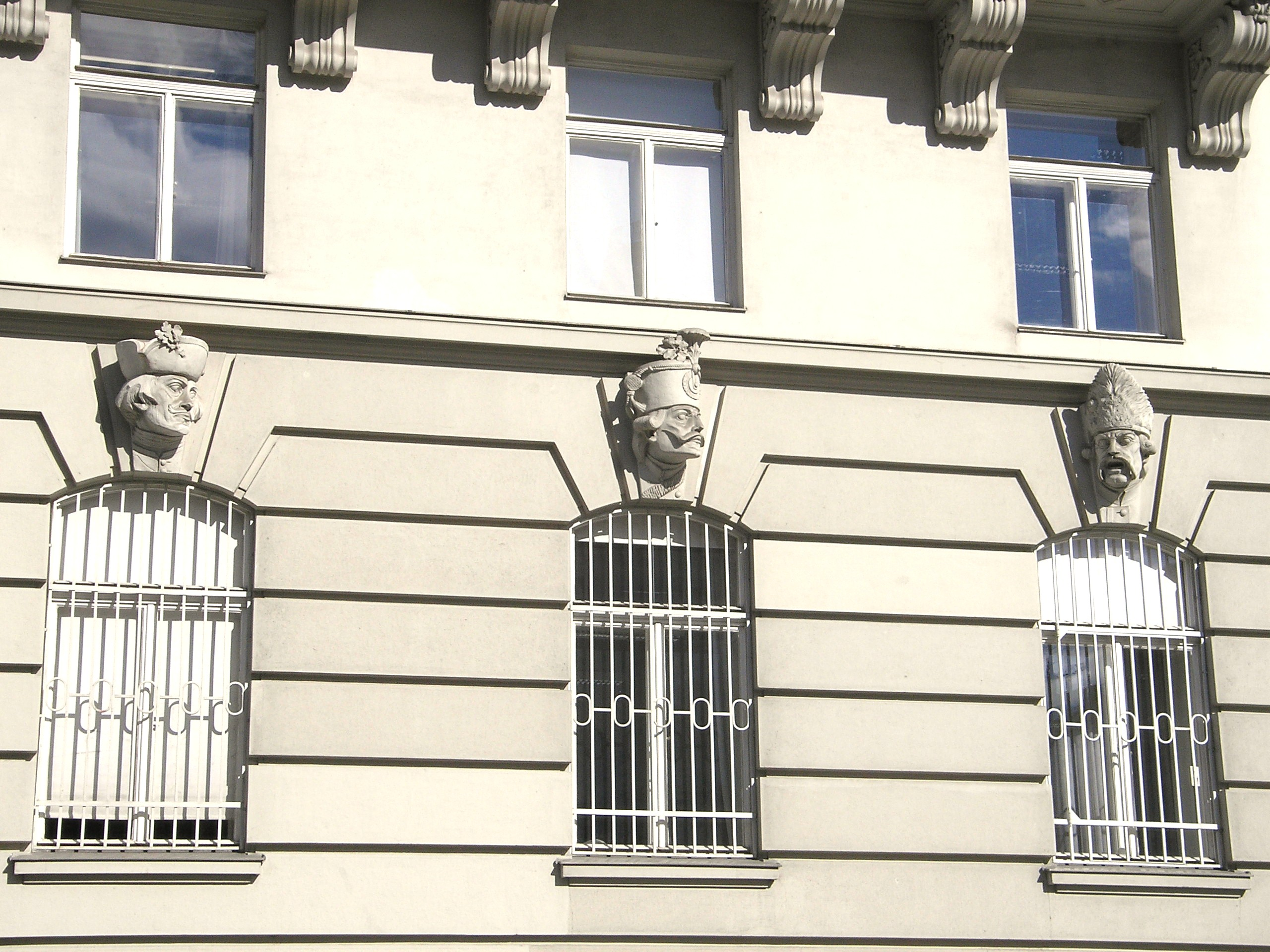
Portraits idéalisés de soldats de la monarchie

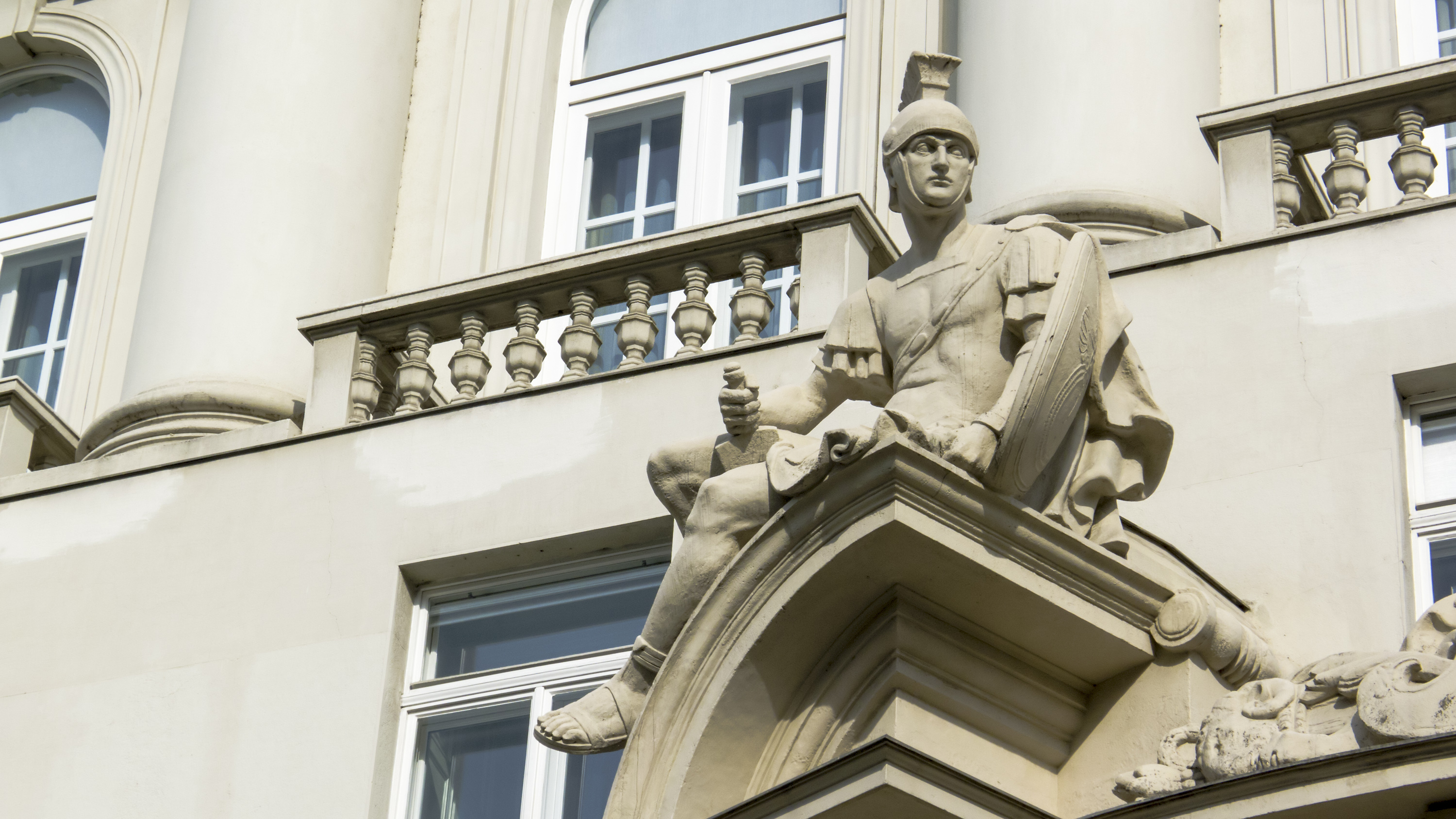
Guerrier romain sur la façade

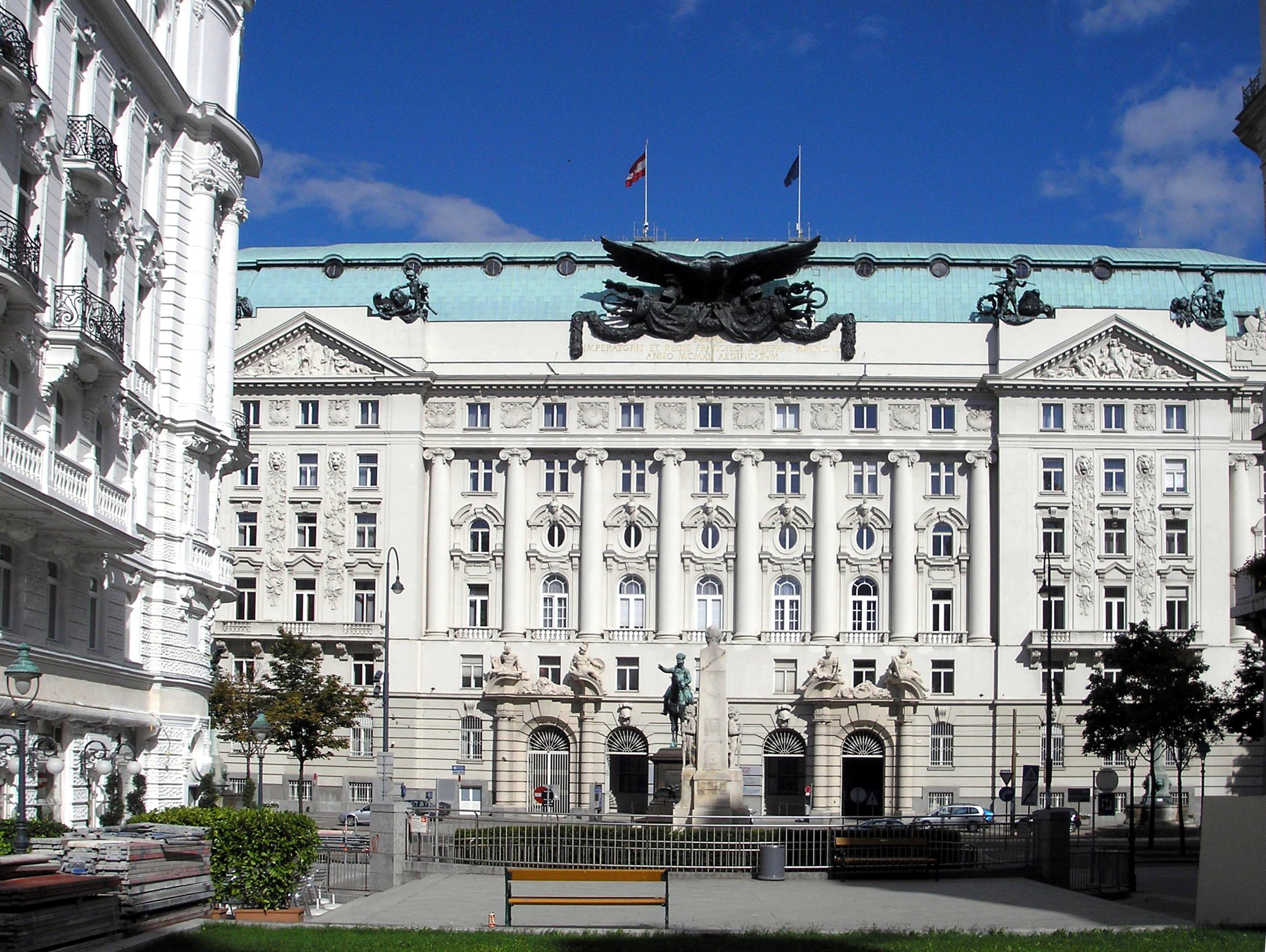
La partie centrale du bâtiment et Georg-Coch-Platz

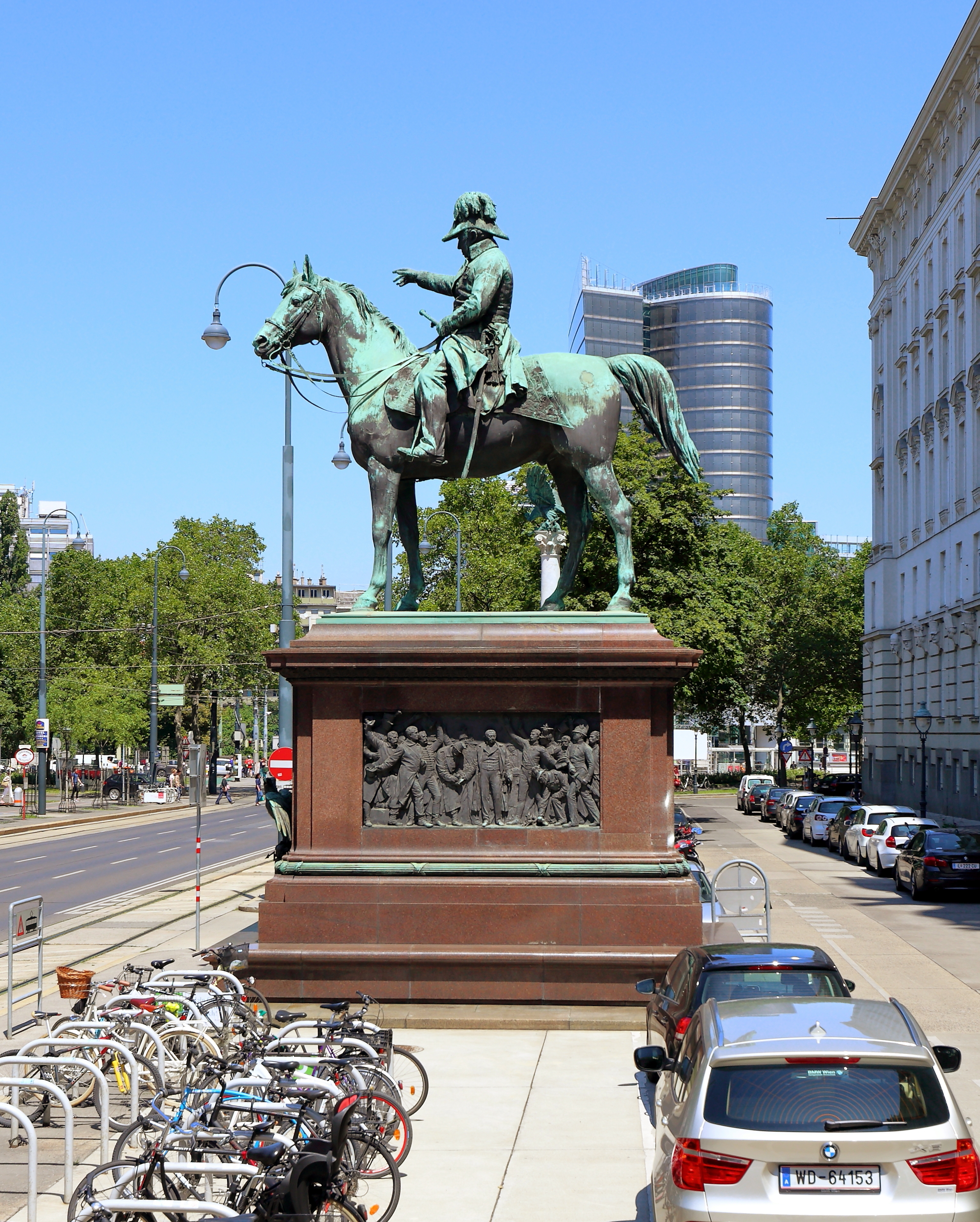
Mémorial au maréchal Radetzky

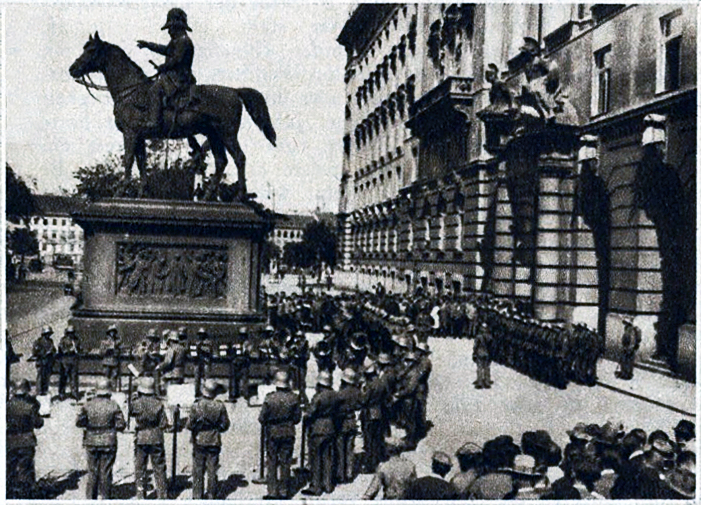
Relève de la garde (avant 1931)

Au tournant du siècle, le ministère de la guerre était installé dans le bâtiment Hofkriegsrat à Am Hof et une partie dans des maisons privées et des casernes. Déjà à cette époque, il fut décidé de construire un nouveau bâtiment pour le Ministère de la guerre. Les négociations ont commencé avec le ministère des Finances, la municipalité de Vienne et le syndicat pour les transactions de base. Le ministère de la guerre du Reich a obtenu une option, limitée à la fin de 1906, sur un espace d'environ 12 000 mètres carrés sur lequel le nouveau bâtiment a été construit plus tard. En décembre 1906, l'option fut effectivement exercée avec le consentement de l'empereur François-Joseph Ier et le nouveau bâtiment fut par la suite préparé. Les médias ont été informés en détail au début de 1907. Aussi en 1907 un concours d'architecture pour la construction a commencé.
Le projet gagnant «Maria Theresia» a été présenté par l'architecte Ludwig Baumann. Il était également le directeur de la construction de la Nouvelle Hofburg lors de la construction du nouveau ministère de la Guerre. En mai 1909, les travaux de terrassement débutent. En juillet 1909 la construction débutait.
À la demande de l'archiduc héritier du trône François-Ferdinand d'Autriche, qui à la demande de l'empereur a pris une part spéciale à l'armée, un aigle en bronze (envergure 16 m) a été placé au milieu de la façade comme point de couronnement.
Après l'achèvement, le Ministère a déménagé dans le nouveau bâtiment (le 20 septembre 1911, le nom de ministère de la Guerre du Reich avait été abandonné par le monarque à la demande de la Hongrie en 1913). À l'été 1912, le monument au maréchal Josef Wenzel Graf Radetzky von Radetz a été transféré ici. Les cloches de l'horloge de la tour, désormais électrique, ont également été prises dans l'ancien bâtiment. Les salles artistiquement conçues de l'ancien ministère ont été copiées dans le nouveau bâtiment. Les boiseries des salles de banquet et de réception et le mobilier de la salle des tapisseries, que l'impératrice Marie-Thérèse avait initialement décorés pour le conseil de guerre de la cour, ont été emportés.
Le bâtiment d'une longueur avant de 200 mètres a une superficie de 9632 mètres carrés. Le reste de l'édifice de 13 800 mètres carrés est réparti sur neuf cours, dont une de 40 mètres de long, dotée d'un toit en verre et servant d'école d'équitation. Le bâtiment a sept étages et le grenier, et les quelque 1 000 pièces reçoivent de la lumière à travers environ 2 500 fenêtres.
Le ministère était responsable du commandement et de l'administration de l'armée commune et de la marine austro-hongroise.
En 1913, un système radio a été installé sur le toit, qui a été suivi peu après le début de la guerre en 1914, mais il n'a pas été utilisé. Avec la conversion de l'émetteur vocal construit en 1913 en 1923, l'ancien ministère de la Guerre est devenu le berceau de la radio en Autriche.
Le ministère était devenu obsolète avec l'effondrement de l'Autriche-Hongrie à la fin du mois d'octobre 1918 et, selon la décision de l'Assemblée nationale provisoire pour la République d'Autriche allemande, dissout le 12 novembre 1918.
La rumeur persiste obstinément qu'une réplique surdimensionnée de la couronne impériale autrichienne ait été à l'origine placée sur le grand aigle à deux têtes. Elle aurait été supprimée après 1918. Cependant, rien ne le prouve, et des travaux de restauration récents n'ont trouvé aucune trace sur la sculpture monumentale d'aigle bicéphale qui suggérerait l'existence antérieure d'une telle couronne.
À l'arrière du bâtiment, dans l'attique, figurait une inscription avec la devise « Si vis pacem, para bellum » (Si vous voulez la paix, préparez-vous à la guerre). Celle-ci a été supprimée au cours de la rénovation du bâtiment après 1945.
Dans l'entre-deux-guerres, le bâtiment était utilisé par l'armée et de 1938 à 1945 par la Wehrmacht. Pendant la Seconde Guerre mondiale, le bâtiment a été touché par une bombe, mais cela n'a pas causé beaucoup de dégâts. Le bâtiment n'a pas été gravement endommagé jusqu'à la bataille de Vienne en 1945.
À partir de 1952, il pouvait être réutilisé et était alors utilisé par divers ministères fédéraux, surtout ceux de l'économie, anciennement les ministères du commerce et les ministères de la protection sociale.
Aujourd'hui, le bâtiment du gouvernement est le siège de trois ministères; le ministère fédéral du travail, des affaires sociales, de la santé et de la protection des consommateurs, le ministère fédéral du développement durable et du tourisme ainsi que le ministère fédéral de la numérisation et de la localisation des entreprises.